# Pascale Bordet
Pour les articles homonymes, voir Bordet.
Pascale Bordet, née le 24 août 1959 à Aunac (Charente) et morte le 15 avril 2023 à Paris, est une créatrice de costumes, peintre et aquarelliste française, ainsi qu'auteure et illustratrice d'ouvrages sur l'art du costume de scène.

## Biographie

### Jeunesse et formation
Originaire d'Aunac, Pascale Bordet est diplômée de l'Université de Poitiers (licence de lettres et langues) en 1978.

### Carrière
Après avoir travaillé au Théâtre du Trèfle de 1979 à 1982, elle entre en 1982 aux ateliers de l'Opéra Garnier. Elle y travaille quatre ans et signe ses premières créations dès 1986 au Théâtre Fontaine.
En 1988, elle rejoint le Théâtre de l'Œuvre avec Georges Wilson et Jacques Dufilho.
Elle enchaîne au Théâtre La Bruyère sous la direction de Stéphan Meldegg, au Théâtre Daunou avec Yves Robert, au Théâtre des Bouffes-Parisiens avec Jean-Claude Brialy, au Théâtre de la Renaissance avec Agnès Jaoui et Jean-Pierre Bacri, au Théâtre Marigny avec Jean-Pierre Cassel, au Théâtre Hébertot avec Michel Bouquet, à la Comédie des Champs-Élysées avec Anny Duperey et Francis Perrin, au Théâtre Rive Gauche avec Francis Huster, au Théâtre du Rond-Point avec François Morel, au Théâtre du Palais-Royal avec Michel Aumont et tant d'autres.

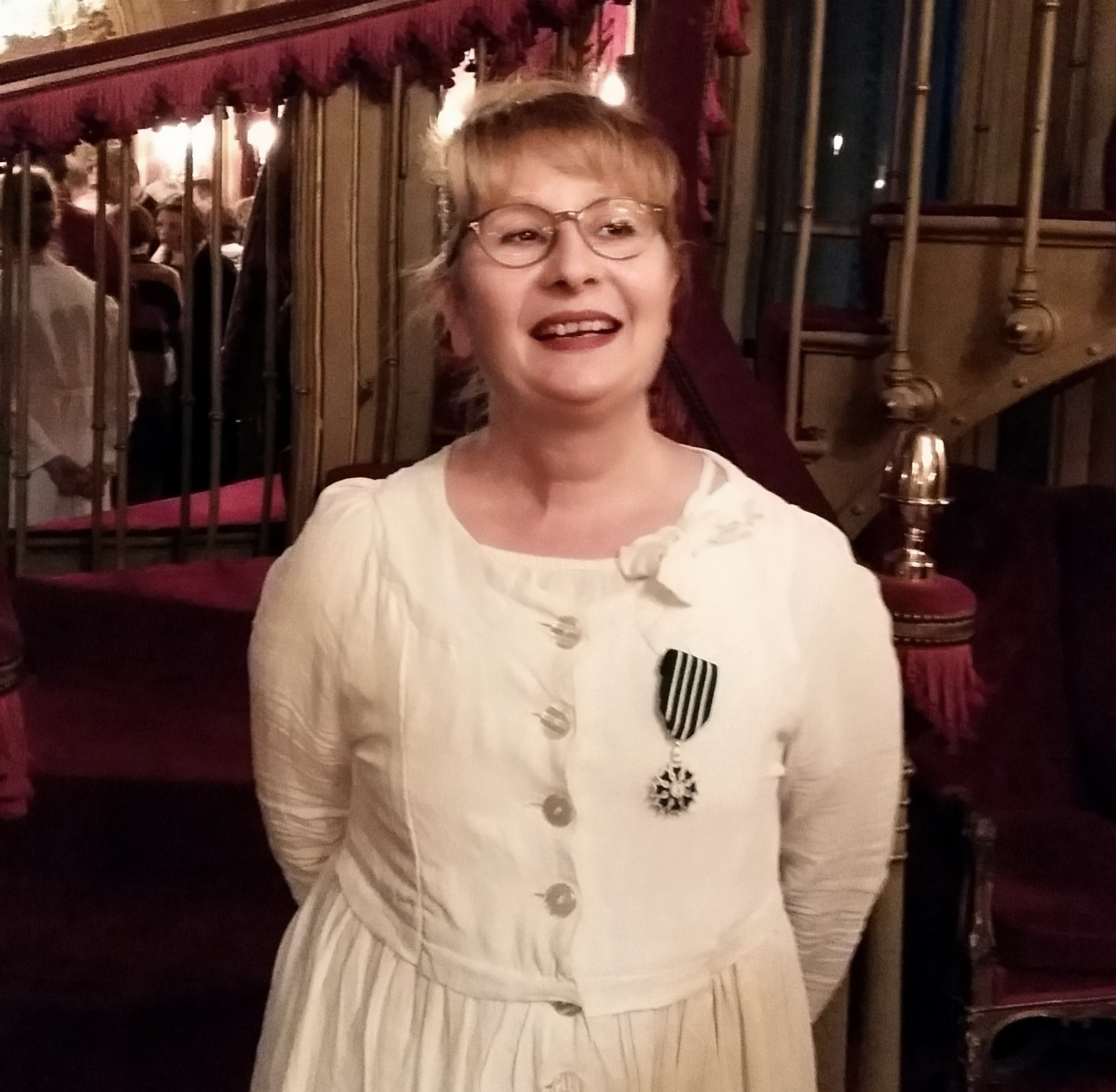
Pascale Bordet en 2014 lors de la remise de l'ordre des Arts et des Lettres par Francis Nani au Théâtre du Palais Royal à Paris.

Elle est nommée onze fois aux Molières, reçoit deux Molières en 1999 et 2002, puis le prix Renaud-Barrault en 2000.
Son premier livre La Magie du Costume, édité par Actes Sud en 2008, reçoit le prix Diapason du livre d'art. Elle en écrira quatre autres.
Elle reçoit l’ordre des Arts et des Lettres en tant que chevalière en 2014.
Pascale Bordet a exposé ses aquarelles au Théâtre de l'Œuvre, à la Comédie des Champs-Elysées et au Théâtre du Lucernaire.
Elle a habillé Cristiana Reali, Danielle Darrieux, Isabelle Carré, Jacques Weber, Claude Rich, Léa Drucker, Emmanuelle Devos, Roland Giraud, Sara Giraudeau et beaucoup d’autres.

### Mort
Elle meurt dans la nuit du 14 au 15 avril 2023 à Paris, à l'âge de 63 ans, des suites d'un cancer,. Ses obsèques ont lieu dans l'après-midi du 25 avril au crématorium du cimetière du Père-Lachaise, où elle est incinérée.

## Théâtre
- 2022 - 2022
  - Hansel et Gretel Théâtre du Lucernaire, mise en scène  Benoît Lavigne.
- 2020 - 2021
  - Le Syndrome de l’oiseau de Pierre Tré-Hardy avec Sara Giraudeau, Théâtre du Rond-Point
  - Pompon Valse Spectacle Cie Tango 33 / Marina Cedro, Auditorium du Musée d’Orsay
- 2019 - 2020
  - Kean d’Alexandre Dumas, mise en scène d’Alain Sachs avec Alexis Desseaux, Théâtre 14, Théâtre de l'Œuvre, Théâtre de l’Atelier, tournée
  - Comme en 14  mise en scène d’Yves Pignot avec Virginie Lemoine et Marie Vincent, Théâtre La Bruyère
  - Les 3 cochons et le dernier des loups,  mise en scène de Jean-Luc Revol, Maison de la Culture de Nevers Agglomération
  - MOMS mise en scène d’Armand Eloi, Festival Off d'Avignon
- 2018
  - La Dame de chez Maxim de Georges Feydeau avec Christophe Alévêque et Sophie Mounicot, Théâtre du Gymnase, tournée
  - La Conversation de Jean d'Ormesson, mise en scène d’Alain Sachs, Théâtre du Gymnase
  - Miracle en Alabama, mise en scène de Pierre Val, Théâtre la Bruyère
  - Michel-Ange et les fesses de Dieu avec Jean-Paul Bordes, Théâtre 14
- 2017 : Tenorissimo mise en scène de Francis Perrin, Festival d’Avignon off
- 2016
  - À tort et à raison de Ronald Harwood avec Michel Bouquet, tournée et Théâtre Hébertot
  - L'Éventail de Lady Windermere d’Oscar Wilde, avec Alessandra Martines, Théâtre Tête d'or - Lyon
- 2015
  - Nous les femmes de Jean-Marie Bigard, tournée
  - À tort et à raison de Ronald Harwood avec Michel Bouquet, Théâtre Hébertot,  tournée
  - Le Roi Lear de William Shakespeare, mise en scène de Jean-Luc Revol avec Michel Aumont, Théâtre de la Madeleine, tournée
  - 24 heures dans la vie d’une femme de Stefan Zweig avec Clémentine Célarié, Théâtre Rive gauche
  - L’élixir d’amour d’Éric-Emmanuel Schmitt avec Marie-Claude Pietragalla, Théâtre Rive gauche
  - Le Joueur d'échecs de Stephan Zweig, mise en scène de Steve Suissa, Théâtre Rive gauche
- 2014
  - Et si on recommençait d’Éric-Emmanuel Schmitt avec Michel Sardou, Comédie des Champs Élysées
  - Georges et Georges d’Éric-Emmanuel Schmitt avec Davy Sardou et Alexandre Brasseur, Théâtre Rive gauche
  - Le roi se meurt d’Eugène Ionesco avec Michel Bouquet, Théâtre Hébertot - reprise
  - La Trahison d’Einstein d’Éric-Emmanuel Schmitt avec Francis Huster et Jean-Claude Dreyfus, Théâtre Rive gauche
- 2013
  - The Guitrys d’Éric-Emmanuel Schmitt avec Claire Keim et Martin Lamotte, Théâtre Rive gauche
  - Le plus heureux des trois d'Eugène Labiche, mise en scène de Didier Long, Théâtre Hébertot
  - Mon beau-père est une princesse de Didier Bénureau avec Didier Bénureau, Michel Aumont et Claire Nadeau, Théâtre du Palais-Royal
  - La Flûte enchantée de Mozart, Opéra en plein air, mise en scène Francis Huster
  - La Folle de Chaillot de Jean Giraudoux avec Anny Duperey, Comédie des Champs Élysées
  - Collaboration, mise en scène de Georges Werler avec Michel Aumont, Théâtre de la Madeleine - reprise
- 2012
  - Le roi se meurt d’Eugène Ionesco avec Michel Bouquet, Théâtre Hébertpt - reprise
  - Adieu je reste avec Isabelle Mergault et Chantal Ladesou, Théâtre des Variétés
  - L’Alouette de Jean Anouilh, mise en scène C. Lidon avec Sara Giraudeau, Théâtre Montparnasse
  - Monsieur Ibrahim et les fleurs du Coran d’Éric-Emmanuel Schmitt avec Francis Lalanne, Théâtre Rive gauche
  - Jacques le plusieurs de Bruno Moynot, Théâtre Le Splendid
- 2011
  - Collaboration de Ronald Harwood avec Michel Aumont et Didier Sandre, Théâtre des Variétés
  - Cendrillon, comédie musicale mise en scène d’Agnès Boury, Théâtre Mogador
- 2010
  - Le Nombril de J. Anouilh, mise en scène Michel Fagadau avec Francis Perrin Comédie des Champs Élysées
  - Colombe de Jean Anouilh avec Anny Duperey et Sara Giraudeau, Comédie des Champs Élysées
  - Le roi se meurt avec Michel Bouquet, Comédie des Champs Élysées - reprise
  - Le soir, des lions... de et avec François Morel, mise en scène Juliette,  Théâtre du Rond-Point
  - Feu la mère de Madame de Georges Feydeau, avec Patrick Chesnais et Emmanuelle Devos
- 2009 : Gary/Ajar de et avec Christophe Malavoy, Théâtre du pays de Morlaix
- 2008
  - Concert de Juliette, Olympia
  - Le malade imaginaire de Molière avec Michel Bouquet, Théâtre de la Porte-Saint-Martin
  - 24 heures dans la vie d’une femme de Stephan Zweig avec Catherine Rich, Théâtre du Petit Montparnasse
  - César Fanny Marius de Marcel Pagnol avec Francis Huster et Jacques Weber, Théâtre Antoine
- 2007
  - La Retraite de Russie de William Nicholson avec Pierre Santini, Catherine Rich, Julien Rochefort, Théâtre du Petit Montparnasse
  - Puzzle de Woody Allen avec Michel Aumont, Théâtre du Palais-Royal
  - Un fil à la patte de Feydeau, mise en scène d’Alain Sachs, Théâtre de Paris
  - Irrésistible de Fabrice Roger-Lacan avec Virginie Ledoyen et Arié Elmaleh, Théâtre Hébertot
  - Le Système Ribadier de Feydeau avec Léa Drucker et Bruno Solo, Théâtre Montparnasse
  - Victor ou les enfants au pouvoir de Roger Vitrac avec Lorànt Deutsch, Théâtre Antoine
  - Croque-Monsieur de Marcel Mithois avec Isabelle Mergault, Théâtre des Variétés
  - Deux petites dames vers le nord de Pierre Notte avec Christine Murillo, La Pépinière-Théâtre
  - La nuit de Valognes d’É.-E. Schmitt mise en scène de Régis Santon, Théâtre Sylvia Monfort
- 2006
  - La Sainte Catherine de Wojtowicz avec Philippe Magnan et Guillaume de Tonquedec, Théâtre de Paris
  - Le Bourgeois Gentilhomme de Molière mise en scène Alain Sachs, avec J.M. Bigard Théâtre de Paris
  - Conversations après un enterrement de Yasmina Reza, Théâtre Antoine
  - Doute de John Patrick Shanley, mise en scène de Roman Polanski avec Thierry Frémont, Théâtre Hébertot
  - Adultères de Woody Allen avec Valérie Karsenti et Pascale Arbillot, Théâtre de l’Atelier
  - L’Avare de Molière avec Michel Bouquet, Théâtre de la Porte Saint Martin
- 2005
  - Portrait de famille de Denise Bonal, Théâtre Poche Montparnasse
  - La Locandiera de Goldoni avec Christiana Reali et Pierre Cassignard, Théâtre Antoine
  - Mémoires d'un tricheur de Sacha Guitry avec Francis Huster, Théâtre des Mathurins puis Théâtre Édouard-VII
  - Le Mariage de Barillon de Feydeau, mise en scène de J. Echantillon, Théâtre du Palais Royal
  - Le Sens du ludique et avec Jean-Luc Lemoine, Théâtre Le Splendid
  - L’Autre de Florian Zeller avec Chloé Lambert et Nicolas Vaude, Théâtre des Mathurins
- 2004
  - Les Braises de Sándor Márai avec Claude Rich, Théâtre de l’Atelier
  - Créatures comédie musicale d’Alexandre Bonstein, XXème Théâtre
  - Petit déjeuner compris de Christine Reverho, Théâtre Fontaine
  - Le roi se meurt d’Eugène Ionesco avec Michel Bouquet, Théâtre Hébertot
- 2003
  - Les Noces de Figaro de Mozart Opéra en plein air
  - Comme en 14 de Dany Laurent avec Marie Vincent, Théâtre 13 puis Pépinière puis Montparnasse
  - Amphitryon mise en scène de Simon Eine avec Francis Perrin, Festival d’Anjou
- 2002
  - L’homme en question avec Michel Sardou et Brigitte Fossey, Théâtre de la Porte Saint Martin
  - Hypothèque de Daniel Besse avec Roland Giraud, Théâtre de l’Oeuvre
  - Les Sincères de Marivaux avec Béatrice Agenin, Théâtre 14
  - La cuisine d’Elvis de Lee Hall avec Jean-Pierre Kalfon, Théâtre Poche Montparnasse
  - L’amour est enfant de salaud d’Alan Ayckbourn avec Isabelle Gélinas et Bruno Madinier, Théâtre Tristan-Bernard
  - De si tendres liens de Loleh Bellon avec Marianne Elin et Annick Blancheteau, Théâtre Mouffetard
- 2001
  - Le Dindon de Feydeau avec Francis Perrin, Bernard Alane et Jean-Luc Moreau, Théâtre des Bouffes-Parisiens
  - Le neveu de Rameau de Diderot avec Nicolas Vaude, Théâtre Le Ranelagh
  - Elvire de Henry Bernstein avec Jean-Pierre Cassel et Caroline Silhol, Théâtre Marigny
- 2000
  - Les Femmes savantes de Molière avec Béatrice Agenin et Dominique Blanchard Théâtre 13
  - Monsieur chasse ! de Feydeau avec Chevallier et Laspalès, Théâtre du Palais Royal
  - La Chatte sur un toit brûlant de Tennessee Williams avec Cristiana Reali, Théâtre de la Renaissance (Paris)
  - Une petite fille privilégiée de Francine Christophe avec Mireille Perrier, Lavoir Moderne Parisien
- 1999
  - Mademoiselle Else de Schnitzler avec Isabelle Carré, Petit Théâtre de Paris
  - Retour à la case piano avec Jean-Paul Farré, Opéra de Massy
  - Un fil à la patte de Feydeau, mise en scène d’Alain Sachs, Théâtre de la Porte Saint Martin
  - La Maison des cœurs brisés de George Bernard Shaw avec Catherine Samie, Michel Robin et Martine Chevalier, Comédie-Française
- 1998
  - Le Marchand de Venise de Shakespeare, CDN de Besançon
  - Château en Suède de Françoise Sagan avec Agnès Soral, Théâtre Saint-Georges
  - Une table pour six mise en scène d’Alan Sachs, Théâtre du Palais Royal
  - Une douche écossaise avec Danièle Darrieux et Dominique Lavanant, Théâtre des Bouffes Parisiens
  - La Cerisaie de Tchekhov avec Georges Wilson, Festival d’Anjou et Espace Cardin
  - L'Invitation au château de Jean Anouilh, mise en scène de Jean-Claude Brialy avec Nicolas Vaude, Festival d’Anjou
- 1997
  - Accalmies passagères avec Valérie Karsenty, Théâtre La Bruyère
  - Dérapages mise en scène de Jérôme Savary avec Guy Bedos et Clémentine Célarié, Théâtre de Paris
- 1996
  - Monsieur de Saint Futile avec Jean-Claude Brialy, Théâtre des Bouffes Parisiens
  - Maison de veufs mise en scène Michel Dubois, Comédie de Caen
  - Le Voyage de monsieur Perrichon avec Jean-Pierre Darras, Théâtre Saint-Georges
  - Crime et châtiment avec Emmanuel Dechartre, Théâtre Mouffetard
  - L’école des femmes avec Jean-Paul Farré , Théâtre de la Main d’Or
  - Une mesure d’avance d’Anne-Marie Etienne avec Maria Pacôme,Théâtre Saint-Georges
  - Le faucon, mise en scène de Gabriel Garran avec Myriam Boyer, Théâtre Déjazet
- 1995
  - Un inspecteur vous demande avec Yves Robert, André Falcon et Marie-France Mignal, Théâtre Daunou
  - Indépendance avec Dominique Blanchard et Béatrice Agenin, Théâtre 13
  - Un coin d’azur avec Ariane Ascaride, Théâtre La Bruyère
  - Moi qui ai servi le roi d’Angleterre de Georges Bernard Shaw avec J.P. Farré, Comédie de Caen
- 1994
  - Un air de famille mise en scène de Stephan Meldegg avec Agnès Jaoui et Jean-Pierre Bacri, Théâtre de la Renaissance (Paris)
  - Rossini ou la fleur de l’âge avec Dominique Paturel, Théâtre La Bruyère
- 1993
  - Toa de Sacha Guitry avec Serge Lama, Théâtre Edouard VII
  - L’Ampoule magique de Woody Allen avec Francis Lax et Gérard Loussine, Théâtre la Bruyère
- 1992
  - C’était bien mise en scène de Stephan Meldegg avec Stéphane Freiss et  Béatrice Agenin, Théâtre La Bruyère
  - Les dimanches de Monsieur Riley avec Georges Wilson, Théâtre de l’Oeuvre
  - Brûlez tout avec Patrick Chesnais et François Berléand, Théâtre La Bruyère
- 1991
  - Le Météore avec Georges Wilson, Théâtre de l’Oeuvre
  - Cinzano, Théâtre 13
  - La Facture de Françoise Dorin avec Serge Lama et Agnès Soral, Théâtre de Versailles puis en tournée
- 1988 : Je ne suis pas Rappaport avec Georges Wilson et Jacques Dufilho, Théâtre de l’Oeuvre
- 1986 : Vingt ans de piano forcé de et avec Jean-Paul Farré, Théâtre Fontaine

## Filmographie

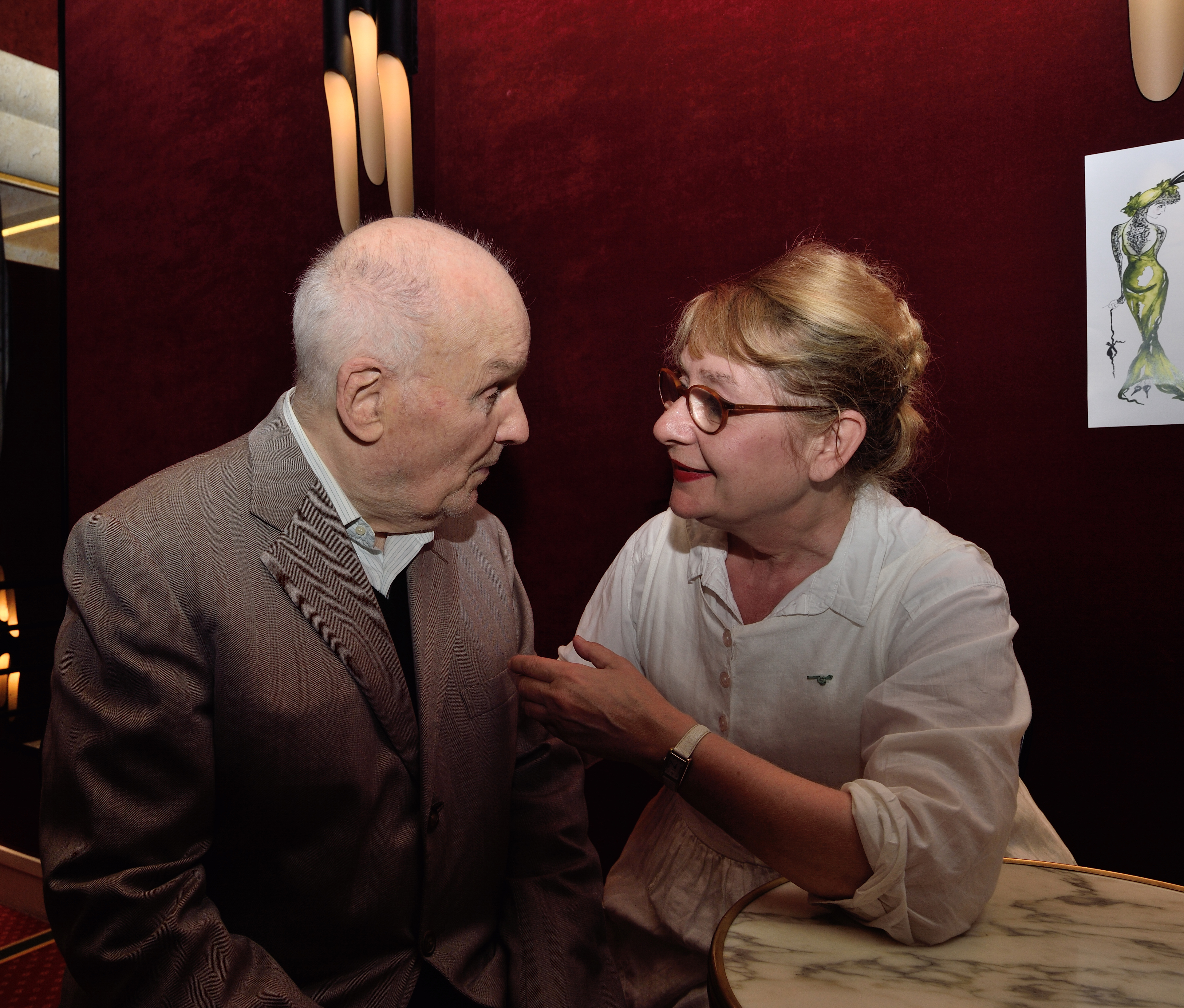
Michel Bouquet et Pascale Bordet en 2018. Signature du livre Splendeur et misère d'une costumière.

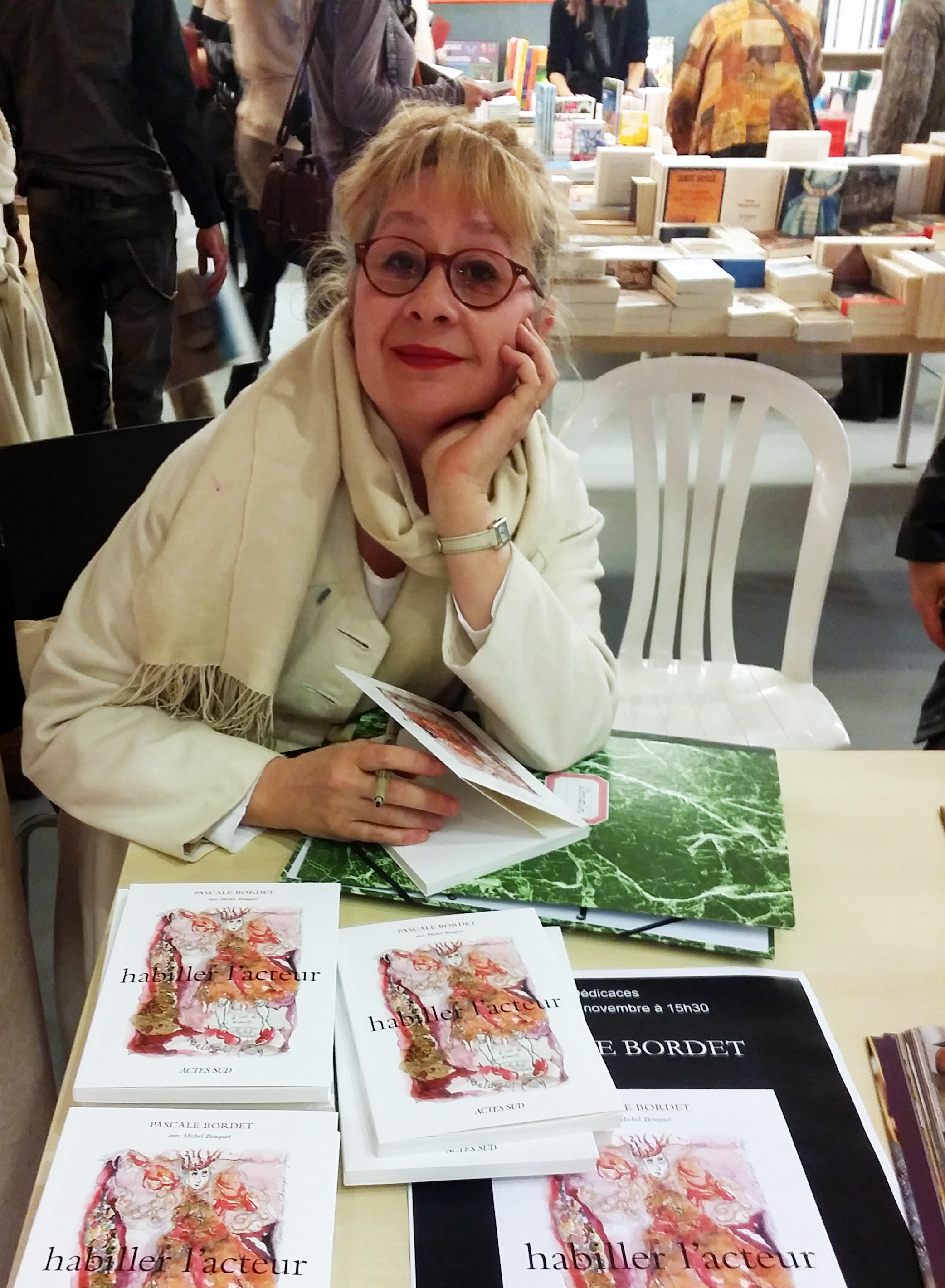
Pascale Bordet en 2014 lors d'une signature de son livre Habiller l'acteur (Actes Sud).

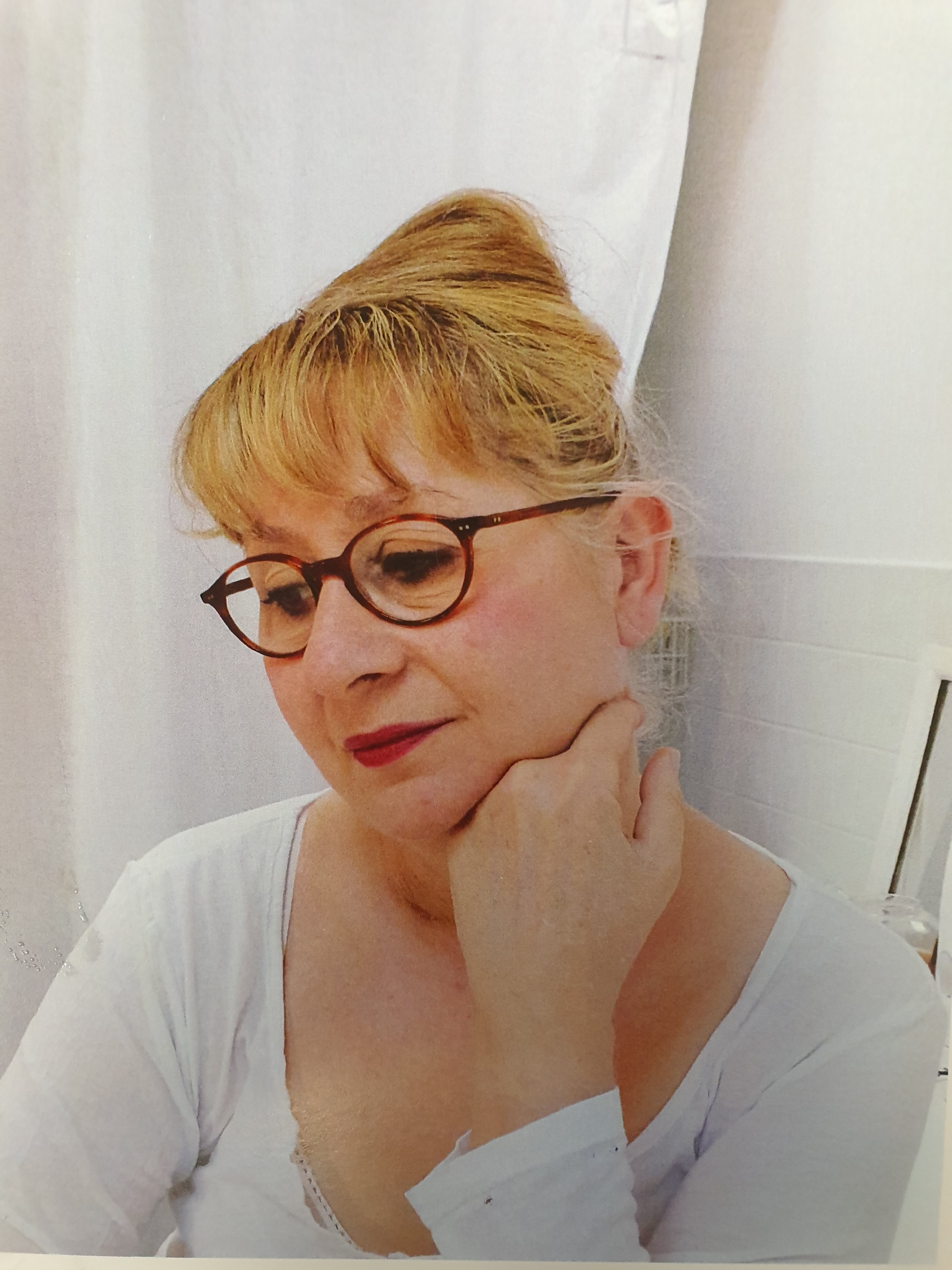
Pascale Bordet en 2020.

- 1995 : Il ne faut jurer de rien de Jean-Claude Brialy
- 1996 : Georges Dandin de Jean-Claude Brialy
- 1997 : La dame aux camélias de Jean-Claude Brialy

## Distinctions

### Récompenses
- Molières 1999 : Molière du créateur de costumes pour Mademoiselle Else[3]    Prix Renaud-Barrault[3]
- Molières 2002 : Molière du créateur de costumes pour Le Dindon[3]

### Nominations
- Molières 1997 : Molière du créateur de costumes pour Accalmies passagères
- Molières 1998 : Molière du créateur de costumes pour Un château en Suède
- Molières 2000 : Molière du créateur de costumes pour Un fil à la patte
- Molières 2001 : Molière du créateur de costumes pour Monsieur chasse !
- Molières 2004 : Molière du créateur de costumes pour Créatures
- Molières 2005 : Molière du créateur de costumes pour La Locandiera
- Molières 2006 : Molière du créateur de costumes pour Le Bourgeois gentilhomme
- Molières 2008 : Molière du créateur de costumes pour Victor ou les enfants au pouvoir
- Molières 2010 : Molière du créateur de costumes pour Colombe

### Décorations
- 2013 : chevalier de l'ordre des Arts et des Lettres[5],[10]

## Ouvrages
- 2008 : La Magie du costume - Photographies Laurencine Lot - Actes Sud - Prix Diapason du Livre d'art[3],[11]
- 2012 : Cahiers secrets d'une costumière de théâtre - Préface Anny Duperey, photographies Laurencine Lot -  HC éditions[12],[11]
- 2014 : Bestioles de Théâtre - avec Juliette, préface Francis Perrin - HC éditions[11]
- 2014 : Le Carnaval des animaux d'Éric-Emmanuel Schmitt (Illustrations) - Albin Michel
- 2014 : Habiller l'acteur - Préface Séverine Mabille, photographies Laurencine Lot - Actes Sud
- 2018 : Splendeur et Misères d'une costumière - Préface François Morel, photographies Laurencine Lot -  HC Editions[11],[4]
- 2019 : Fableries de Jean Dufrout (Illustrations) Éditions du Frout
- 2022 : article « Molière en Chaussons » de Pascal Bordet dans le catalogue de l'exposition « Molière en Costumes », sous la direction de Véronique Meunier, Centre national du costume de scène à Moulins été 2022 [13].